# Big Shots (série télévisée)
Pour les articles homonymes, voir Big Shots.
Big Shots est une série télévisée américaine en onze épisodes de 42 minutes, créée par Jon Harmon Feldman et diffusée entre le 27 septembre 2007 et le 24 janvier 2008 sur le réseau ABC.
En France, la série a été diffusée à partir du 27 janvier 2009 sur TPS Star. Elle reste inédite dans les autres pays francophones.

## Synopsis
Version masculine de Desperate Housewives, cette série met en scène la vie quotidienne de quatre maris et pères de famille.

## Distribution

### Acteurs principaux
- Michael Vartan (VF : Éric Legrand) : James Walker
- Dylan McDermott (VF : Xavier Fagnon) : Duncan Collinsworth
- Joshua Malina (VF : Sébastien Desjours) : Karl Mixworthy
- Christopher Titus (VF : Jean-Philippe Puymartin) : Brody Johns
- Nia Long (VF : Ninou Fratellini) : Katie Graham
- Peyton List (VF : Edwige Lemoine) : Cameron Collinsworth
- Wendy Moniz (VF : Danièle Douet) : Stacey Walker
- Amy Sloan (en) (VF : Malvina Germain) : Wendy Mixworthy
- Jessica Collins (VF : Véronique Desmadryl) : Marla
- Paige Turco (VF : Emmanuèle Bondeville) : Lisbeth Collinsworth

### Acteurs secondaires
- Charisma Carpenter (VF : Julie Dumas) : Janelle Johns
- Ryan Devlin (en) (VF : Alexandre Gillet) : Zack Wells
- Randy J. Goodwin (en) (VF : Daniel Njo Lobé) : Oliver
- Paul Blackthorne (VF : Edgar Givry) : Terrence Hill

 Source et légende : version française (VF) sur RS Doublage

## Épisodes
1. Et voguent les galères (Pilot)
2. Touche pas à mon ex (Tall Dark and Hairless)
3. Dur, dur d'être célibataire (The Good, the Bad, and the Really Ugly)
4. Il faut caser Marla (Three's a Crowd)
5. Super héros (Greatest Amerimart Hero)
6. La Mécanique du cœur (Car Trouble)
7. Un père et manque (Who's Your Daddy)
8. Le Parrain et le Poète (The Way We Weren't)
9. Le Mariage (The Better Man)
10. Propositions douteuses (Sex Be Not Proud)
11. Madame la présidente (Who's the Boss)

## Commentaire
En raison de la grève de la Writers Guild of America déclenchée début novembre 2007, seulement onze épisodes ont été complétés. Après la diffusion du huitième épisode, ABC retire les trois derniers épisodes prévus pour décembre et les remet en janvier. ABC annule officiellement la série à la mi-mai 2008.